# Judo-Asienmeisterschaften 2022
Die Judo-Asienmeisterschaften 2022 fanden vom 4. bis 7. August 2022 in Nur-Sultan, Kasachstan statt. 168 Athleten aus 17 Nationen nahmen daran teil.

## Ergebnisse

### Männer
| Gewichtsklasse                 | Gold                    | Silber             | Bronze                                          |
| ------------------------------ | ----------------------- | ------------------ | ----------------------------------------------- |
| Superleichtgewicht (bis 60 kg) | Ryūju Nagayama          | Kim Won-jin        | Maghschan Schamsadin Yang Yung-wei              |
| Halbleichtgewicht (bis 66 kg)  | Jondonperenlein Baschüü | Ryōma Tanaka       | Ghusman Qyrghysbajew Mukhriddin Tilovov         |
| Leichtgewicht (bis 73 kg)      | Danijar Schamschajew    | Murodjon Yuldoshev | Obidkhon Nomonov Tschingischan Sagynalijew      |
| Halbmittelgewicht (bis 81 kg)  | Takeshi Sasaki          | Schodmon Risojew   | Somon Mahmadbekow Nugzar Tatalashvili           |
| Mittelgewicht (bis 90 kg)      | Sanshiro Murao          | Erlan Scherow      | Didar Chamsa Gantulgyn Altanbagana              |
| Halbschwergewicht (bis 100 kg) | Dzhafar Kostoev         | Islam Bosbajew     | Batchujagiin Gontschigsüren Nurlychan Scharchan |
| Schwergewicht (über 100 kg)    | Kokoro Kageura          | Temur Rahimow      | Bekmurod Oltiboev Shokhrukhkhon Bakhtiyorov     |

### Frauen
| Gewichtsklasse                 | Gold               | Silber              | Bronze                                       |
| ------------------------------ | ------------------ | ------------------- | -------------------------------------------- |
| Superleichtgewicht (bis 48 kg) | Wakana Koga        | Abiba Abuschakinowa | Lee Hye-kyeong Ganbaataryn Narantsetseg      |
| Halbleichtgewicht (bis 52 kg)  | Diyora Keldiyorova | Ai Shishime         | Jung Ye-rin Bischreltiin Chorloodoi          |
| Leichtgewicht (bis 57 kg)      | Momo Tamaoki       | Cai Qi              | Lien Chen-ling Nilufar Ermaganbetova         |
| Halbmittelgewicht (bis 63 kg)  | Boldyn Ganchaitsch | Nami Nabekura       | Kim Ji-jeong Tang Jing                       |
| Mittelgewicht (bis 70 kg)      | Yōko Ōno           | Gulnoza Matniyazova | Tserendulmyn Enchtschimeg Shokhista Nazarova |
| Halbschwergewicht (bis 78 kg)  | Mami Umeki         | Lee Jeong-yun       | Ma Zhenzhao Aruna Schangeldina               |
| Schwergewicht (über 78 kg)     | Akira Sone         | Xu Shiyan           | Su Xin Kim Ha-yun                            |

## Medaillenspiegel
| Platz | Nation                       | Gold | Silber | Bronze | Gesamt |
| ----- | ---------------------------- | ---- | ------ | ------ | ------ |
| 1.    | Japan                        | 9    | 3      | –      | 12     |
| 2.    | Mongolei                     | 2    | –      | 5      | 7      |
| 3.    | Usbekistan                   | 1    | 2      | 6      | 9      |
| 4.    | Kasachstan                   | 1    | 2      | 5      | 8      |
| 5.    | Vereinigte Arabische Emirate | 1    | –      | 1      | 2      |
| 6.    | Südkorea                     | –    | 2      | 4      | 6      |
| 7.    | Volksrepublik China          | –    | 2      | 3      | 5      |
| 8.    | Tadschikistan                | –    | 2      | 1      | 3      |
| 9.    | Kirgisistan                  | –    | 1      | 1      | 2      |
| 10.   | Chinesisch Taipeh            | –    | –      | 2      | 2      |